# Gonocausta zephyralis
Gonocausta zephyralis là một loài bướm đêm trong họ Crambidae.